# Szent angyalok fatemplom (Nagyesküllő)
A nagyesküllői Szent angyalok fatemplom műemlékké nyilvánított épület Romániában, Kolozs megyében. A romániai műemlékek jegyzékében a  CJ-II-m-B-07519 sorszámon szerepel.